# Ron Perlman
Ron Perlman (Washington Heights, Manhattan, Nova York, 13 d'abril de 1950) és un actor de cinema i televisió estatunidenc.
La seva filmografia principal inclou títols com La Guerre du feu (1981), The Ice Pirates (1984), El nom de la rosa (1986), Sleepwalkers (1992), Cronos (1993), Doble joc (1993), La Cité des enfants perdus (1995), L'últim sopar (1995), L'illa del Dr. Moreau (1996), Alien Resurrection (1997), Titan A.E. (2000), Enemic a les portes (2001), Blade II (2002), Star Trek: Nemesis (2002), Hellboy (2004), In the Name of the King (2007), Hellboy II: L'exèrcit daurat (2008), Outlander (2008), L'Esperit del Bosc (2008), Tangled (2010), Season of the Witch (2011), Conan the Barbarian (2011) i Pacific Rim (2013).
També ha treballat en diverses sèries de televisió, com La Bella i la Bèstia (1987-1989), on interpretava al costat de Linda Hamilton a Vincent, paper pel qual va guanyar un Globus d'Or.

## Biografia
Ron Perlman va néixer en el si d'una família jueva, fill d'una treballadora de l'ajuntament novaiorquès i d'un tècnic d'electrodomèstics que també, com a músic de jazz, va arribar a tocar la bateria amb Artie Shaw.
A l'Institut ja estava interessat per la interpretació, i explica que el seu pare, en veure'l actuar en una versió musical de Guys and Dolls, li va «donar permís per a ser actor». Conclosos els seus estudis a l'institut George Washington novaiorquès, on va començar a representar obres de teatre, Ron va estudiar interpretació al City College de Nova York i a la Universitat de Minnesota.
El seu primer paper com a intèrpret cinematogràfic va ser en La recerca del foc (1981), on interpreta un troglodita en una adaptació de la novel·la de J.-H. Rosny que va ser dirigida per Jean-Jacques Annaud, un autor francès. Annaud va tornar a requerir Perlman per a les seves pel·lícules El nom de la rosa (1986) i Enemic a les portes (2001). L'any de l'estrena d'A la recerca del foc, pel·lícula idònia per al singular físic de Ron, va contreure matrimoni amb la dissenyadora de bijuteria i complements Opal Perlman, amb qui té dos fills, un noi i una noia.

## Cinema
| - 1981: La recerca del foc (La Guerre du feu) - 1984: The Ice Pirates - 1986: El nom de la rosa (Der Name der Rose) - 1992: Somnàmbuls (Sleepwalkers) - 1993: Cronos - 1993: Doble joc (Romeo Is Bleeding) - 1995: La ciutat dels nens perduts (La Cité des enfants perdus) - 1995: L'últim sopar (The Last Supper) - 1995: Xamba, un gos molt humà (Fluke) - 1996: L'illa del Doctor Moreau (The Island of Dr. Moreau) - 1997: El príncep valent (Prince Valiant) - 1997: Alien: Resurrection - 2000: Titan A.E. - 2001: Enemic a les portes (Enemy at the Gates) - 2002: Blade II - 2002: Star Trek: Nemesis - 2003: Looney Tunes: De nou en acció (Looney Tunes: Back in Action) - 2003: Absolon - 2004: Hellboy - 2005: Desapareguts a Amèrica (Missing in America) | - 2007: In the Name of the King - 2008: Hellboy II: L'exèrcit daurat (Hellboy II: The Golden Army) - 2008: Outlander - 2008: L'esperit del bosc (Espíritu del bosque) - 2008: In the Name of the King: A Dungeon Siege Tale - 2010: Tangled - 2011: Season of the Witch - 2011: Conan the Barbarian - 2013: The Great War - 2013: Run with the Hunted - 2013: Pacific Rim - 2013: Percy Jackson: Sea of Monsters (veu) - 2014: Tbilisi, I Love You - 2014: 13 Sins - 2014: Before I Disappear - 2014: Kid Cannabis - 2014: Poker Night - 2015: Moonwalkers - 2015: Stonewall - 2016: Chuck - 2016: Bèsties fantàstiques i on trobar-les (Fantastic Beasts and Where to Find Them) - 2017: Sergio and Sergei - 2017: Pottersville - 2018: Asher - 2022: Pinotxo (Pinocchio) |

## Guardons
Premis
- 1989: Globus d'Or al millor actor en sèrie dramàtica per La Bella i la Bèstia
- 2018: Premi Màquina del Temps, al Festival de Cinema de Sitges.[8]

Nominacions
- 1988: Primetime Emmy al millor actor en sèrie dramàtica per La Bella i la Bèstia
- 1989: Primetime Emmy al millor actor en sèrie dramàtica per La Bella i la Bèstia